# Вайлер (замок, Баден-Вюртемберг)
Вайлер нем. Schloss Weiler — дворцово-замковая резиденция в стиле позднего маньеризма на месте бывшего средневекового замка. Находится на территории поселения Оберзульм, в районе Хайльбронн на севере земли Баден-Вюртемберг, Германия.

## История
Комплекс является родовой резиденцией баронов фон Вайлер. В Средние века здесь находился каменный замок. Однако в 1588 году владельцы радикально перестроили комплекс, превратив его из крепости, окружённой стенами и рвом, в комфортабельную просторную резиденцию. При этом стены снесли, а рвы засыпали.
В 1590 годом над главным входом с восточной стороны фасада разместили родовой герб семьи фон Вайлер. 
Основное здание резиденции находится в южной части комплекса. Северная пристройка с небольшой башней и два боковых крыла образуют небольшой внутренний двор. 
Самым старой частью комплекса, вероятно, является замковая кухня на первом этаже. Скорее всего, в Средние века здесь находились нижние этажи жилой башни прежней крепости. Во время реконструкции от этоq башни остались только фундамент и стены на уровне первого этажа. 
Последним жителем замка из рода фон Вайлер была баронесса Мария Луиза фон Вейлер. После ей смерти родственники приняли решение продать родовой замок, а своей главной резиденцией сделать замок Лихтенберг.

## Парк
К западу от замка находится живописный парк. В своём нынешнем виде он создан в XIX веке усилиями садовника из Штутгарта Иоганна Вильгельма Боша (1782 к 1861). Парк на этом месте находился и ранее. В прежние времена он был гораздо больше и с запада был ограничен только рекой Зульм. К XXI веку территория парка значительно сократилась.

## Старинный каштан
Одной из главных достопримечательностей парка является старинный конский каштан. Диаметр его ствола в обхвате превышает шесть метров. По этому показателю дерево является одним из крупнейших каштанов в Германии. Точный возраст каштана установить сложно. Но не вызывает сомнений, что дерево-ветеран посажено не менее трёхсот лет назад. Этот каштан считается природным памятником и включён в список самых знаменитых деревьев Германии. Измерения 2014 году показали, что длина окружности составляет 6,51 метров, а высота дерева — 26 метров.

## Галерея

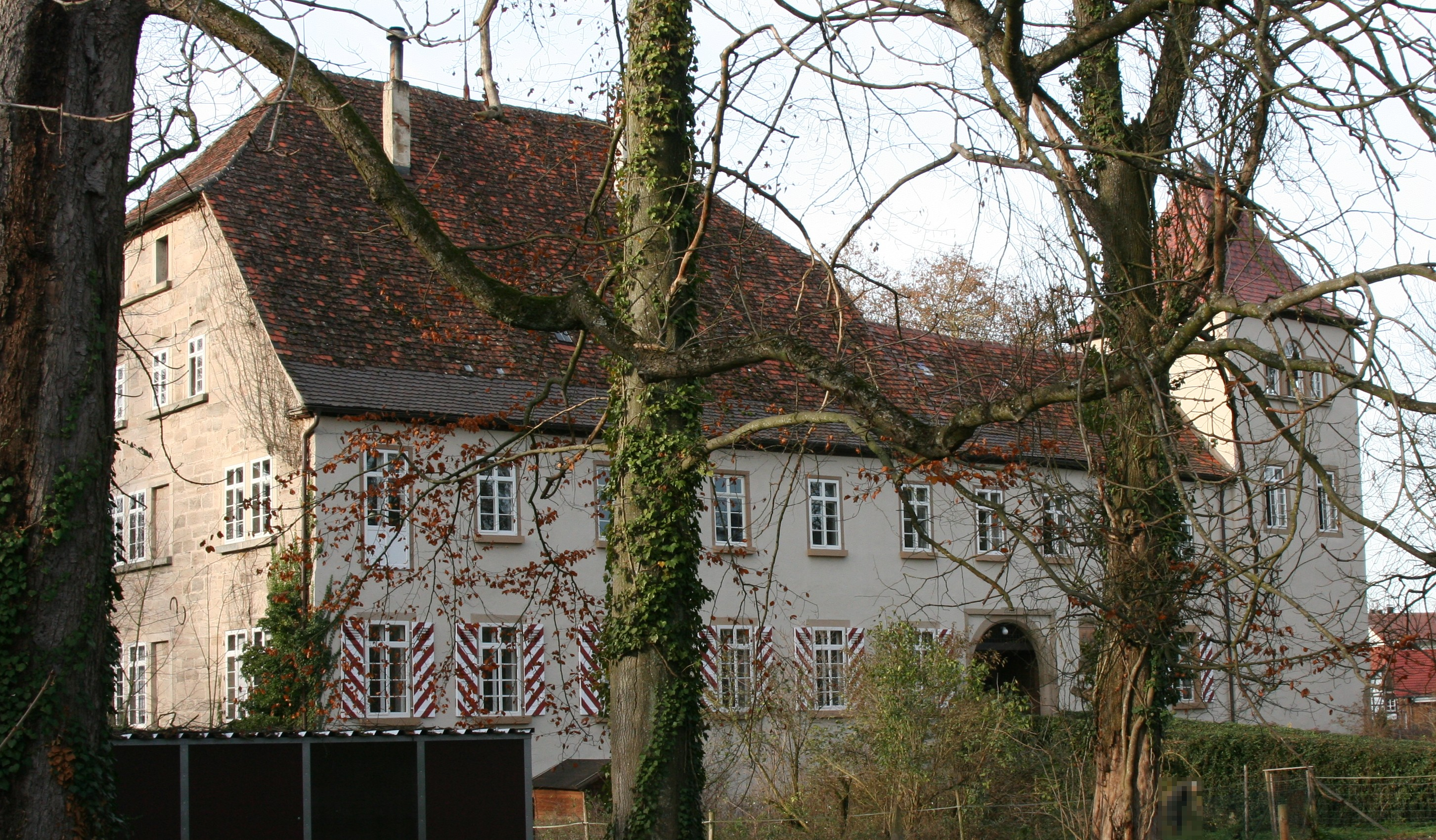
Западный фасад замка
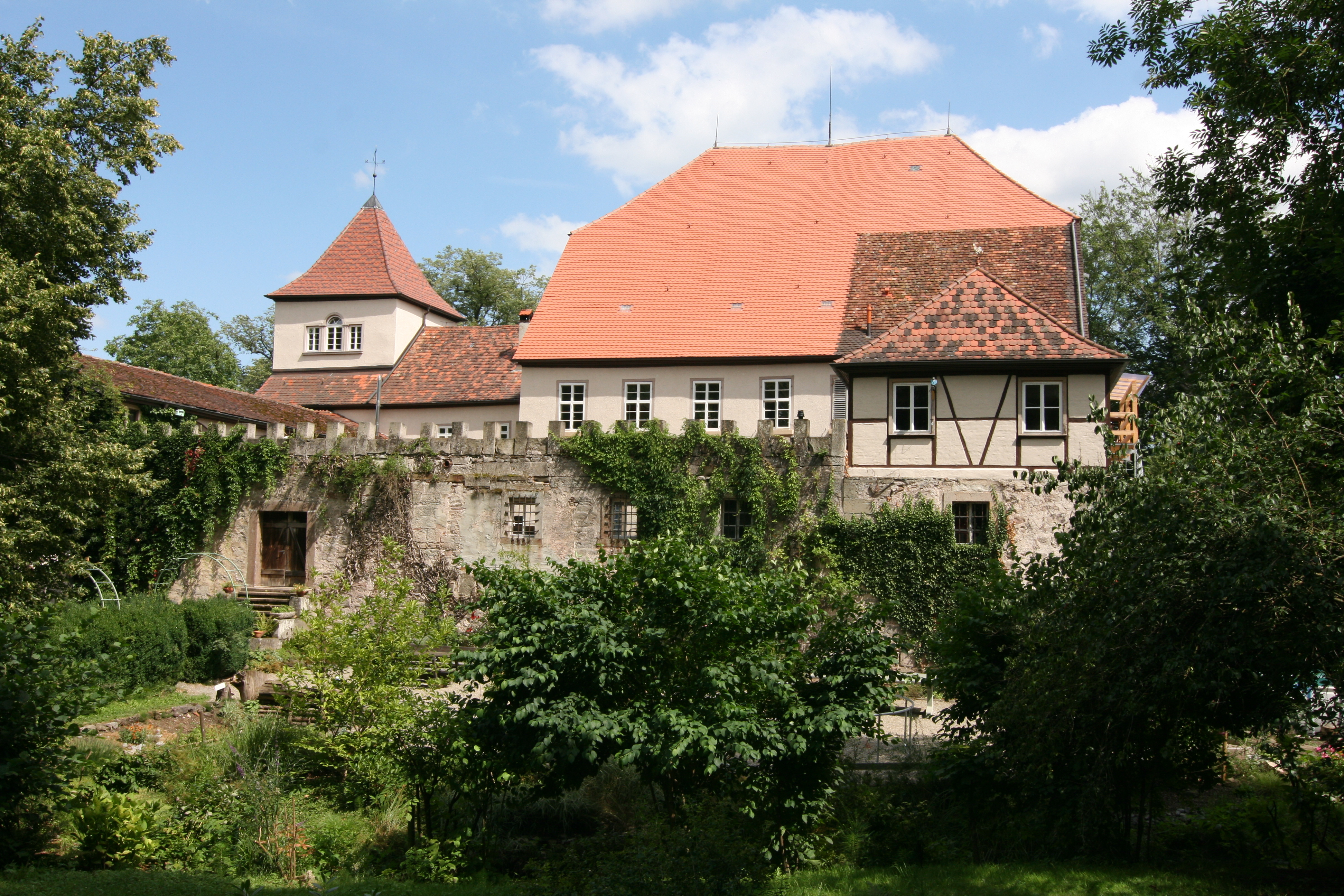
Вид замка со стороны парка
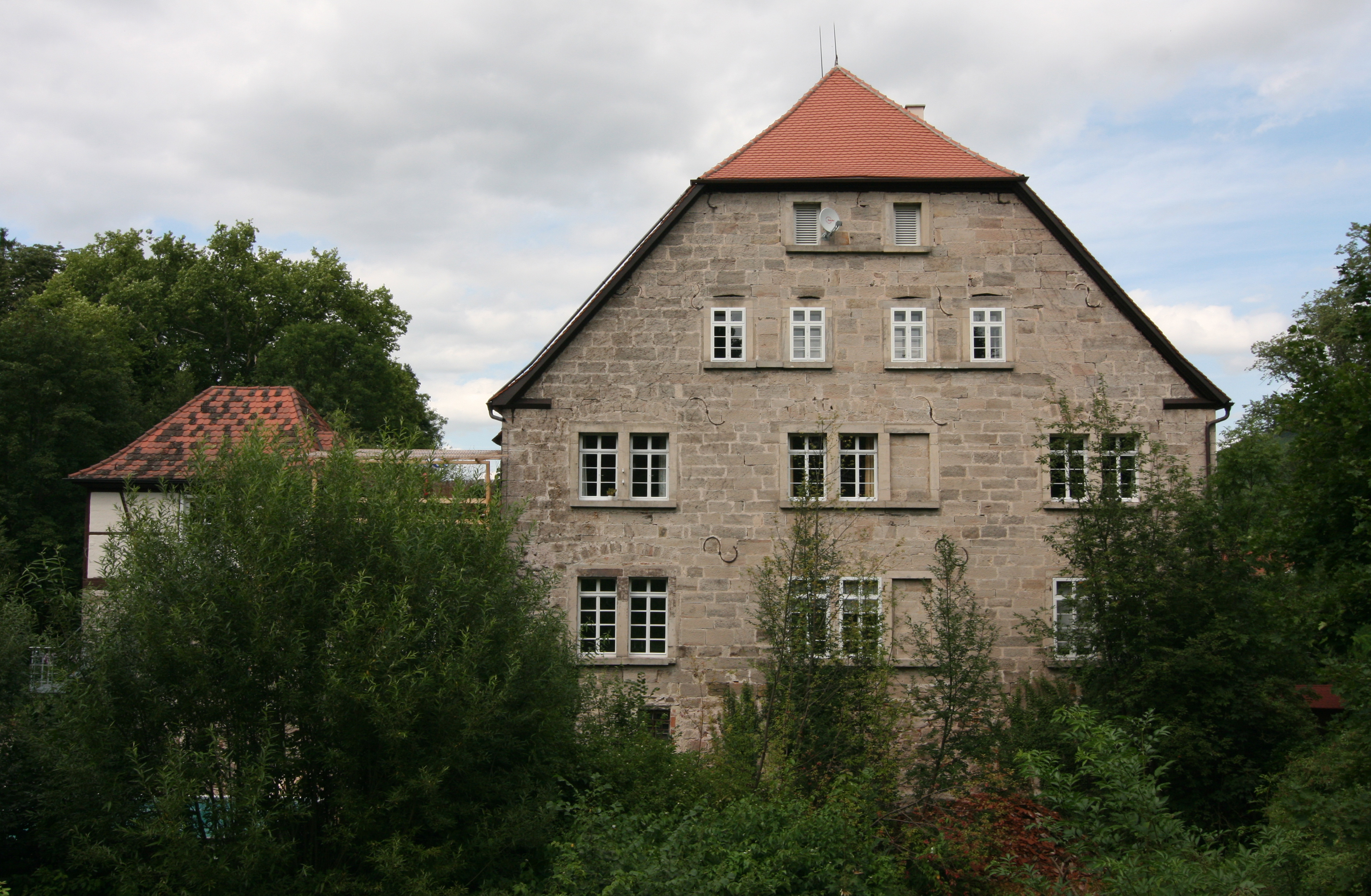
Южный фасад замка Вайлер
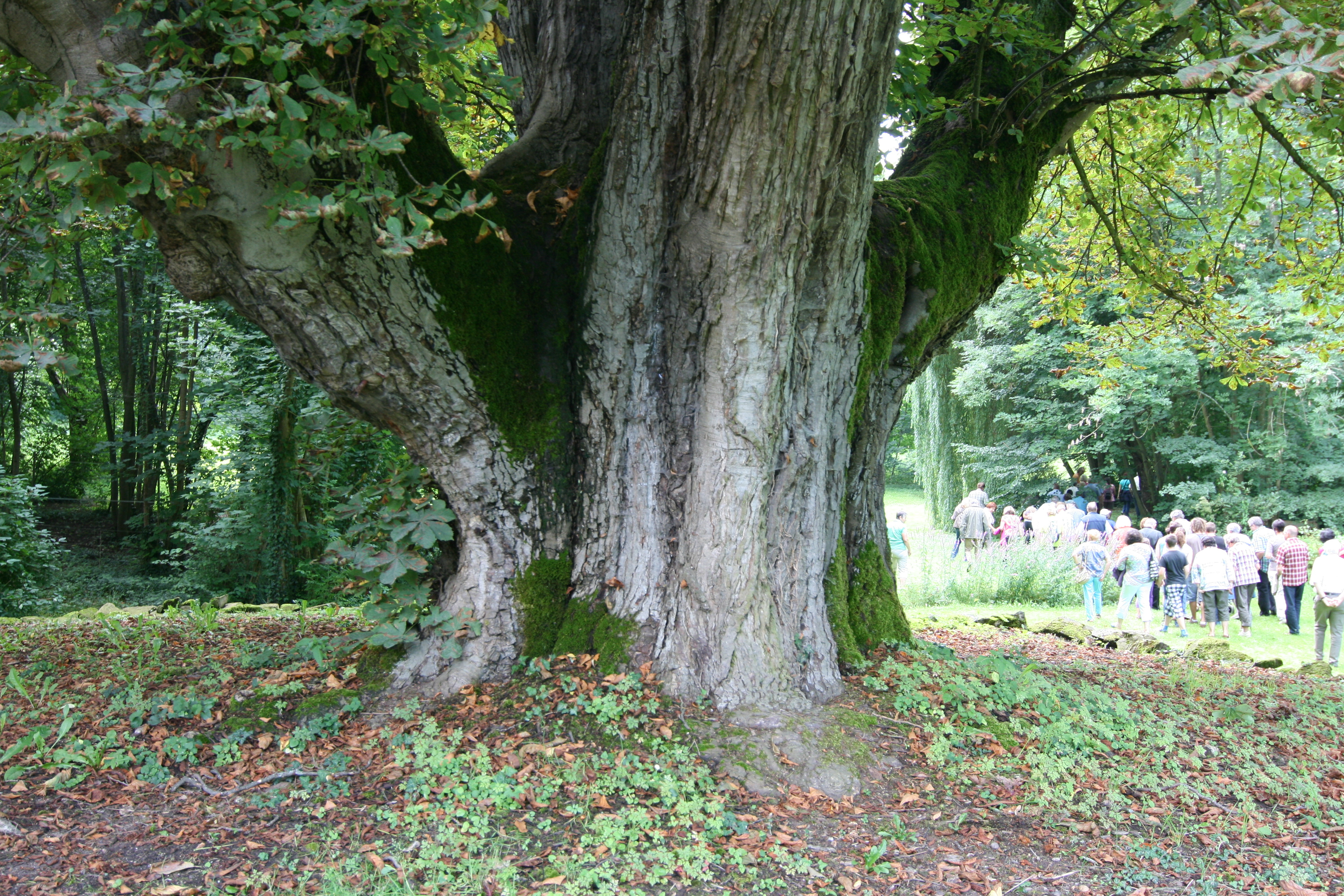
Знаменитый каштан в замковом парке